# Sebastes maliger
Espèce
Sebastes maliger est une espèce de poissons de la famille des Scorpaenidae.